# Museu Egípcio (Cairo)
O Museu de Antiguidades Egípcias, comumente conhecido como Museu Egípcio (em árabe: المتحف المصري, romanizado: al-Matḥaf al-Miṣrī, em árabe egípcio: el-Matḥaf el-Maṣri arz (também chamado de Museu do Cairo), localizado no Cairo, Egito, abriga a maior coleção de antiguidades egípcias do mundo. Ele abriga mais de 120 mil itens, com uma quantidade representativa em exposição. Localizado na Praça Tahrir, em um edifício construído em 1901, é o maior museu da África. Entre suas obras-primas estão o tesouro do faraó Tutancâmon, incluindo sua icônica máscara funerária de ouro, amplamente considerada uma das obras de arte mais conhecidas do mundo e um símbolo proeminente do antigo Egito.